# Halfaxa
Halfaxa è il secondo album in studio della cantante canadese Grimes, pubblicato nell'ottobre 2010 dalla Arbutus Records, prodotto dalla stessa Grimes e masterizzato da Sebastian Cowan.
Nel 2011 il disco è stato ristampato e pubblicato dall'etichetta Lo Recordings in gran parte d'Europa con una diversa copertina.

## Tracce
Testi e musiche di Grimes.
1. Outer – 1:13
2. Intor/Flowers – 2:51
3. Weregild – 5:15
4. ∆∆∆∆Rasik∆∆∆∆ – 1:51 – traccia eliminata dalle ristampe del 2016
5. Heartbeats – 4:31 – bonus track inserita nelle ristampe della Lo Recordings
6. Sagrad Прекрасный – 5:14
7. Dragvandil – 1:40
8. Devon – 4:32
9. Dream Fortress – 5:02
10. World♡Princess – 4:42
11. † River † – 1:58
12. Swan Song – 3:07
13. ≈Ω≈Ω≈Ω≈Ω≈Ω≈Ω≈Ω≈Ω≈ – 2:15
14. My Sister Says the Saddest Things – 4:13
15. Hallways – 5:45
16. Favriel – 2:36